# Bejlomorka dřezovcová
Bejlomorka dřezovcová (Dasineura gleditchiae) je hmyz poškozující listy sáním. Bejlomorky vytváří při sání hálky. V ČR je hostitelem bejlomorky dřezovcové především dřezovec trojtrnný.

## EPPO kód
DASYGL

## Synonyma patogena

### Vědecké názvy
Podle biolib.cz je pro organismus s označením bejlomorka dřezovcová (Dasineura gleditchiae) používáno více rozdílných názvů, například Cecidomyia gleditchiae.

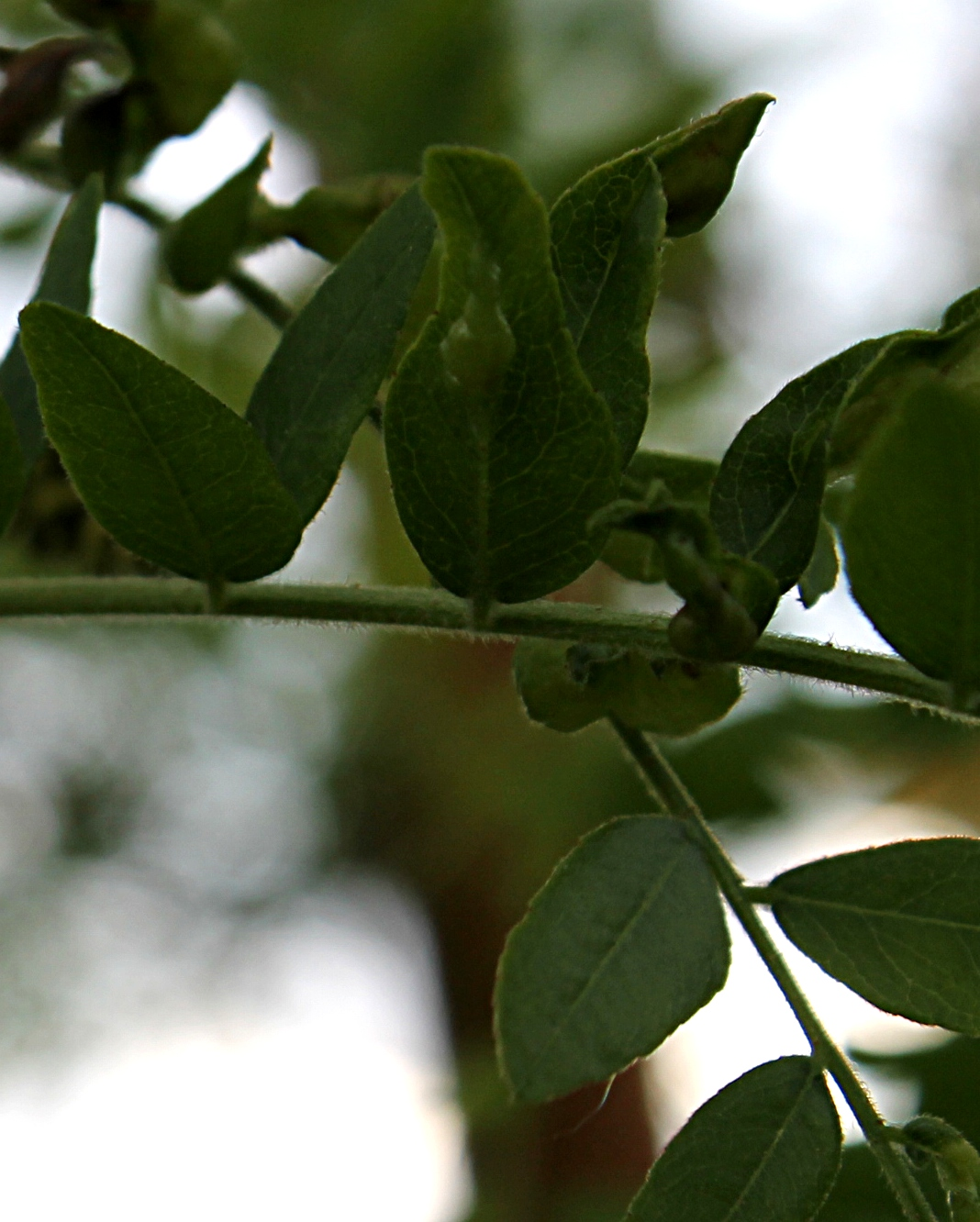
Menší hálka na listu.

## Zeměpisné rozšíření
Bejlomorka dřezovcová je původní v Severní Americe. V roce 1975 byl hmyz zavlečen do Evropy, byl rozpoznán v Nizozemí. Později bylo zjištěn na několika dalších místech. Na začátku 21. století se šíří po celé Evropě. V roce 2008, EPPO zařadilo druh bejlomorka dřezovcová (Dasineura gleditchiae) na seznam invazivních druhů v Evropě.

### Výskyt v Evropě
Západní, jižní a střední část Evropy. Nizozemsko 1975 (poprvé v Evropě), Itálie 1980, Spojené království 1983, Švýcarsko 1990, Maďarsko 1992, Srbsko 1993, Polsko 1994–1996, Slovensko 1995 (Nitra), Řecko 1995, Španělsko 1996, Německo 1997, Česko 1997, Rakousko 2000, Francie 2005, Turecko 2005, Dánsko 2006.
Výskyt bejlomorky dřezovcové je potvrzen i v Česku.

## Popis
Dospělec je asi 2-3 milimetry velký dvoukřídlý hmyz podobný komárům. Dlouhá obrvená tykadla jsou stejně dlouhá jako celé tělo. U dospělců je vyvinut sexuální dimorfismus. Samičky mají červenou hruď, zatímco u samci mají šedou hruď.
Hálky jsou asi 5 mm velké, špičaté, zelené, postupně červenající.

## Biologie
Bejlomorka dřezovcová přezimuje jako kukly v půdě. Dospělé mušky se líhnou od března do června. Samičky kladou vajíčka na mladé listy. Larvy se živí malými listy a způsobují tvorbu hálek. Na podzim larvy padají na zem a kuklí v půdě. V Evropě může mít 2 až 3 překrývající se generace ročně.  Je vázána na dřezovec trojtrnný Gleditsia triacanthos, vyskytuje se v parcích a v zahradách.
Přirozenými nepřáteli jsou v Kalifornii pavouci, draví brouci, ploštice a blanokřídlí.

## Význam
Na listech napadených rostlin se objevují kulaté, zašpičatělé hálky. Problematické může být silné napadení mladých dřevin. Ochrana rostlin však běžně není třeba. Při velmi silném napadení a chřadnutí mladých dřeviny lze použít insekticidy.